# Batman Gotham City Escape
Batman Gotham City Escape im Parque Warner Madrid ist eine Stahlachterbahn des Typs LSM Launch Coaster des Herstellers Intamin. Die Anlage wurde am 13. Mai 2023 eröffnet.

## Fahrt
Das Layout der Achterbahn ist 1010 m lang. Man findet drei LSM-Abschüsse (engl. launches) vor. Die maximale Geschwindigkeit beträgt 103 km/h. Die Bahn beinhaltet einen Top-Hat, der 45 m hoch ist und bei der Abfahrt einen maximalen Neigungswinkel von 98 Grad hat. Batman Gotham City Escape durchfährt während der Fahrzeit von 1:51 Minuten vier Inversionen.

## Besonderheiten
Batman Gotham City Escape besitzt am Ende der Fahrt ein kurzes Rückwärtselement (auch Spike genannt), bei welchem die Bahn auf ein Ende der Schienen zufährt und dabei schon gebremst wird, aber kurz vor Ende dieser Spike in die Schlussbremse rollt, von welcher der Zug dann mit einem Switch-Track (Verschiebegleis) wieder in die Station rollt. Zusätzlich dazu sind die Züge der Achterbahn sehr kurz (im Vergleich zu anderen Bahnen des Typs), denn sie besitzen nur drei Wägen, mit jeweils zwei Reihen (Insgesamt 12 Personen pro Zug).

## Züge
Batman Gotham City Escape besitzt Züge mit jeweils drei Wagen. In jedem Wagen können vier Personen (zwei Reihen à zwei Personen) Platz nehmen. Die Züge verfügen außerdem über Onboard-Soundsysteme.